# Francis Holles
Francis Holles, 2e baron Holles (1627-1690) est un homme d'État anglais.

## Biographie
Il est seul enfant de Denzil Holles (1er baron Holles) (mieux connu comme l'un des cinq membres du Parlement que le roi Charles Ier d'Angleterre a tenté d'arrêter en 1642) et sa première épouse Dorothy, fille et héritière de Sir Francis Ashley. Francis hérite du titre de baron Holles de son père.
Il représente les circonscriptions parlementaires britanniques du Wiltshire et de Lostwithiel. Alors qu'il siège pour ce dernier, il est exclu de la Purge de Pride, qui a lieu en décembre 1648.
Son fils Denzil Holles, 3e baron Holles, lui succède. À sa mort, en 1692, les domaines passent à John Holles (1er duc de Newcastle) (1662-1711).
Une sculpture de Francis, par Nicholas Stone, existe à l'Abbaye de Westminster.